# 2018-as labdarúgó-világbajnokság-selejtező (UEFA – E csoport)
A 2018-as labdarúgó-világbajnokság európai selejtező, E csoportjának eredményeit tartalmazó lapja. A csoport sorsolását 2015. július 25-én tartották Szentpéterváron. A csoportban a csapatok körmérkőzéses, oda-visszavágós rendszerben játszanak egymással. A csoportelső automatikus résztvevője a világbajnokságnak, a csoport második helyezettje a pótselejtezőn vett részt.
A csoportban Románia, Dánia, Lengyelország, Montenegró, Örményország és Kazahsztán szerepelt. Lengyelország kijutott a világbajnokságra, Dánia pótselejtezőt játszott.

## Tabella
| Hely. | Csapat        | M  | Gy | D | V | G+ | G– | Gk  | P  | Továbbjutás                         |     | Lengyelország | Dánia | Montenegró | Románia | Örményország | Kazahsztán |
| ----- | ------------- | -- | -- | - | - | -- | -- | --- | -- | ----------------------------------- | --- | ------------- | ----- | ---------- | ------- | ------------ | ---------- |
| 1.    | Lengyelország | 10 | 8  | 1 | 1 | 28 | 14 | +14 | 25 | Kijutott a 2018-as világbajnokságra |     | —             | 3–2   | 4–2        | 3–1     | 2–1          | 3–0        |
| 2.    | Dánia         | 10 | 6  | 2 | 2 | 20 | 8  | +12 | 20 | Pótselejtező                        |     | 4–0           | —     | 0–1        | 1–1     | 1–0          | 4–1        |
| 3.    | Montenegró    | 10 | 5  | 1 | 4 | 20 | 12 | +8  | 16 |                                     |     | 1–2           | 0–1   | —          | 1–0     | 4–1          | 5–0        |
| 4.    | Románia       | 10 | 3  | 4 | 3 | 12 | 10 | +2  | 13 |                                     | 0–3 | 0–0           | 1–1   | —          | 1–0     | 3–1          |            |
| 5.    | Örményország  | 10 | 2  | 1 | 7 | 10 | 26 | −16 | 7  |                                     | 1–6 | 1–4           | 3–2   | 0–5        | —       | 2–0          |            |
| 6.    | Kazahsztán    | 10 | 0  | 3 | 7 | 6  | 26 | −20 | 3  |                                     | 2–2 | 1–3           | 0–3   | 0–0        | 1–1     | —            |            |

## Mérkőzések
Az időpontok közép-európai idő szerint értendők.
| 2016. szeptember 4. 18:00 (18:00 UTC+2) |

| Dánia       | 1–0               | Örményország |
| ----------- | ----------------- | ------------ |
| Eriksen 17' | (1–0) Jegyzőkönyv |              |

| Parken Stadion, Koppenhága Nézőszám: 21 745 Játékvezető: Harald Lechner (osztrák) |

| 2016. szeptember 4. 18:00 (22:00 UTC+6) |

| Kazahsztán            | 2–2               | Lengyelország                          |
| --------------------- | ----------------- | -------------------------------------- |
| Khizhnichenko 51' 58' | (0–2) Jegyzőkönyv | Kapustka 9' Lewandowski 35' (11-esből) |

| Asztana Arena, Asztana Nézőszám: 19 905 Játékvezető: Serdar Gözübüyük (holland) |

| 2016. szeptember 4. 20:45 (21:45 UTC+3) |

| Románia  | 1–1               | Montenegró  |
| -------- | ----------------- | ----------- |
| Popa 85' | (0–0) Jegyzőkönyv | Jovetić 87' |

| Cluj Arena, Kolozsvár Nézőszám: 25 468 Játékvezető: Anthony Taylor (angol) |

| 2016. október 8. 18:00 (20:00 UTC+4) |

| Örményország | 0–5               | Románia                                                         |
| ------------ | ----------------- | --------------------------------------------------------------- |
|              | (0–4) Jegyzőkönyv | Stancu 4' (11-esből) Popa 10' Marin 12' Stanciu 29' Chipciu 60' |

| Vazgen Sargsyan Republican Stadium, Jereván Nézőszám: 5500 Játékvezető: Vlagyiszlav Bezborodov (orosz) |

| 2016. október 8. 18:00 (18:00 UTC+2) |

| Montenegró                                                   | 5–0               | Kazahsztán |
| ------------------------------------------------------------ | ----------------- | ---------- |
| Tomašević 24' Vukčević 59' Jovetić 64' Bećiraj 73' Savić 78' | (1–0) Jegyzőkönyv |            |

| City Stadium, Podgorica Nézőszám: 8517 Játékvezető: Robert Schörgenhofer (osztrák) |

| 2016. október 8. 20:45 (20:45 UTC+2) |

| Lengyelország                      | 3–2               | Dánia                        |
| ---------------------------------- | ----------------- | ---------------------------- |
| Lewandowski 20' 36' (11-esből) 48' | (2–0) Jegyzőkönyv | Glik 49' (öngól) Poulsen 69' |

| Nemzeti Stadion, Varsó Nézőszám: 56 811 Játékvezető: Gianluca Rocchi (olasz) |

| 2016. október 11. 18:00 (22:00 UTC+6) |

| Kazahsztán | 0–0         | Románia |
| ---------- | ----------- | ------- |
|            | Jegyzőkönyv |         |

| Asztana Arena, Asztana Nézőszám: 12 346 Játékvezető: Manuel De Sousa (portugál) |

| 2016. október 11. 20:45 (20:45 UTC+2) |

| Dánia | 0–1               | Montenegró  |
| ----- | ----------------- | ----------- |
|       | (0–1) Jegyzőkönyv | Bećiraj 32' |

| Parken Stadion, Koppenhága Nézőszám: 20 852 Játékvezető: Alberto Undiano Mallenco (spanyol) |

| 2016. október 11. 20:45 (20:45 UTC+2) |

| Lengyelország                        | 2–1               | Örményország              |
| ------------------------------------ | ----------------- | ------------------------- |
| Mkoyan 48' (öngól) Lewandowski 90+5' | (0–0) Jegyzőkönyv | Andonian 30′ Pizzelli 50' |

| Nemzeti Stadion, Varsó Nézőszám: 44 786 Játékvezető: Ivan Kružliak (szlovák) |

| 2016. november 11. 18:00 (21:00 UTC+4) |

| Örményország                              | 3–2               | Montenegró                |
| ----------------------------------------- | ----------------- | ------------------------- |
| Grigoryan 50' Haroyan 74' Ghazaryan 90+3' | (0–2) Jegyzőkönyv | Kojašević 36' Jovetić 38' |

| Vazgen Sargsyan Republican Stadium, Jereván Nézőszám: 3500 Játékvezető: Pavel Královec (cseh) |

| 2016. november 11. 20:45 (20:45 UTC+1) |

| Dánia                                                   | 4–1               | Kazahsztán     |
| ------------------------------------------------------- | ----------------- | -------------- |
| Cornelius 15' Eriksen 36' (11-esből) 90+2' Ankersen 78' | (2–1) Jegyzőkönyv | Suyumbayev 17' |

| Parken Stadion, Koppenhága Nézőszám: 18 901 Játékvezető: Alon Yefet (izraeli) |

| 2016. november 11. 20:45 (21:45 UTC+2) |

| Románia | 0–3               | Lengyelország                      |
| ------- | ----------------- | ---------------------------------- |
|         | (0–1) Jegyzőkönyv | Grosicki 11' Lewandowski 83' 90+1' |

| Arena Națională, Bukarest Nézőszám: 48 531 Játékvezető: Damir Skomina (szlovén) |

| 2017. március 26. 18:00 (20:00 UTC+4) |

| Örményország               | 2–0               | Kazahsztán |
| -------------------------- | ----------------- | ---------- |
| Mkhitaryan 73' Özbiliz 75' | (0–0) Jegyzőkönyv | Maliy 64′  |

| Vazgen Sargsyan Republican Stadium, Jereván Nézőszám: 11 500 Játékvezető: Alekszandar Sztavrev (macedón) |

| 2017. március 26. 20:45 (20:45 UTC+2) |

| Montenegró | 1–2               | Lengyelország                |
| ---------- | ----------------- | ---------------------------- |
| Mugoša 63' | (0–1) Jegyzőkönyv | Lewandowski 40' Piszczek 82' |

| City Stadium, Podgorica Nézőszám: 10 439 Játékvezető: Kassai Viktor (magyar) |

| 2017. március 26. 20:45 (21:45 UTC+3) |

| Románia | 0–0         | Dánia |
| ------- | ----------- | ----- |
|         | Jegyzőkönyv |       |

| Cluj Arena, Kolozsvár Nézőszám: 26 895 Játékvezető: Martin Atkinson (angol) |

| 2017. június 10. 18:00 (22:00 UTC+6) |

| Kazahsztán | 1–3               | Dánia                                            |
| ---------- | ----------------- | ------------------------------------------------ |
| Kuat 76'   | (0–1) Jegyzőkönyv | Jørgensen 27' Eriksen 51' (11-esből) Dolberg 81' |

| Almaty Ortalyk Stadion, Almati Nézőszám: 19 065 Játékvezető: Vladislav Bezborodov (orosz) |

| 2017. június 10. 20:45 (20:45 UTC+2) |

| Montenegró                     | 4–1               | Örményország |
| ------------------------------ | ----------------- | ------------ |
| Bećiraj 2' Jovetić 28' 54' 82' | (2–0) Jegyzőkönyv | Koryan 89'   |

| City Stadium, Podgorica Nézőszám: 6861 Játékvezető: Kevin Blom (holland) |

| 2017. június 10. 20:45 (20:45 UTC+2) |

| Lengyelország                                 | 3–1               | Románia    |
| --------------------------------------------- | ----------------- | ---------- |
| Lewandowski 29' (11-esből) 57' 62' (11-esből) | (1–0) Jegyzőkönyv | Stancu 77' |

| Nemzeti Stadion, Varsó Nézőszám: 57 128 Játékvezető: Ruddy Buquet (francia) |

| 2017. szeptember 1. 18:00 (22:00 UTC+6) |

| Kazahsztán | 0–3               | Montenegró                        |
| ---------- | ----------------- | --------------------------------- |
|            | (0–1) Jegyzőkönyv | Vešović 31' Bećiraj 53' Simić 63' |

| Asztana Arena, Asztana Nézőszám: 16 511 Játékvezető: Sébastien Delferière (belga) |

| 2017. szeptember 1. 20:45 (20:45 UTC+2) |

| Dánia                                               | 4–0               | Lengyelország |
| --------------------------------------------------- | ----------------- | ------------- |
| Delaney 15' Cornelius 42' Jørgensen 59' Eriksen 80' | (2–0) Jegyzőkönyv |               |

| Parken Stadion, Koppenhága Nézőszám: 34 505 Játékvezető: Milorad Mažić (szerb) |

| 2017. szeptember 1. 20:45 (21:45 UTC+3) |

| Románia     | 1–0               | Örményország |
| ----------- | ----------------- | ------------ |
| Maxim 90+1' | (0–0) Jegyzőkönyv |              |

| Arena Națională, Bukarest Nézőszám: 27 178 Játékvezető: Ivan Bebek (horvát) |

| 2017. szeptember 4. 18:00 (20:00 UTC+4) |

| Örményország | 1–4               | Dánia                             |
| ------------ | ----------------- | --------------------------------- |
| Koryan 6'    | (1–2) Jegyzőkönyv | Delaney 16' 81' 90+3' Eriksen 29' |

| Vazgen Sargsyan Republican Stadium, Jereván Nézőszám: 6800 Játékvezető: Bobby Madden (skót) |

| 2017. szeptember 4. 20:45 (20:45 UTC+2) |

| Montenegró  | 1–0               | Románia |
| ----------- | ----------------- | ------- |
| Jovetić 75' | (0–0) Jegyzőkönyv |         |

| City Stadium, Podgorica Nézőszám: 9452 Játékvezető: Craig Thomson (skót) |

| 2017. szeptember 4. 20:45 (20:45 UTC+2) |

| Lengyelország                                 | 3–0               | Kazahsztán |
| --------------------------------------------- | ----------------- | ---------- |
| Milik 11' Glik 74' Lewandowski 86' (11-esből) | (1–0) Jegyzőkönyv |            |

| Nemzeti Stadion, Varsó Nézőszám: 56 963 Játékvezető: Andris Treimanis (lett) |

| 2017. október 5. 18:00 (20:00 UTC+4) |

| Örményország      | 1–6               | Lengyelország                                                     |
| ----------------- | ----------------- | ----------------------------------------------------------------- |
| Hambardzumyan 39' | (1–3) Jegyzőkönyv | Grosicki 2' Lewandowski 18' 25' 64' Błaszczykowski 58' Wolski 89' |

| Vazgen Sargsyan Republican Stadium, Jereván Játékvezető: Matej Jug (szlovén) |

| 2017. október 5. 20:45 (20:45 UTC+2) |

| Montenegró | 0–1               | Dánia       |
| ---------- | ----------------- | ----------- |
|            | (0–1) Jegyzőkönyv | Eriksen 16' |

| City Stadium, Podgorica Játékvezető: Björn Kuipers (holland) |

| 2017. október 5. 20:45 (21:45 UTC+3) |

| Románia                               | 3–1               | Kazahsztán   |
| ------------------------------------- | ----------------- | ------------ |
| Budescu 33' 38' (11-esből) Keșerü 73' | (2–0) Jegyzőkönyv | Turysbek 82' |

| Ilie Oană Stadium, Ploiești Játékvezető: Sandro Schärer (svájci) |

| 2017. október 8. 18:00 (18:00 UTC+2) |

| Dánia                  | 1–1               | Románia            |
| ---------------------- | ----------------- | ------------------ |
| Eriksen 60' (11-esből) | (0–0) Jegyzőkönyv | Ganea 63′ Deac 88' |

| Parken Stadion, Koppenhága Játékvezető: Deniz Aytekin (német) |

| 2017. október 8. 18:00 (22:00 UTC+6) |

| Kazahsztán   | 1–1               | Örményország   |
| ------------ | ----------------- | -------------- |
| Turysbek 64' | (0–1) Jegyzőkönyv | Mkhitaryan 26' |

| Asztana Aréna, Asztana Játékvezető: Alexandru Tean (moldáv) |

| 2017. október 8. 18:00 (18:00 UTC+2) |

| Lengyelország                                                   | 4–2               | Montenegró               |
| --------------------------------------------------------------- | ----------------- | ------------------------ |
| Maczinsky 6' Grosicki 16' Lewandowski 85' Stojkovic 87' (öngól) | (2–0) Jegyzőkönyv | Mugosa 78' Tomasevic 83' |

| Nemzeti Stadion, Varsó Játékvezető: Daniele Orsato (olasz) |